# Kepler-287b
Kepler-287b es un planeta extrasolar que forma parte de un sistema planetario formado por al menos dos planetas. Orbita la estrella denominada Kepler-287. Fue descubierto en el año 2014 por la sonda Kepler por medio de tránsito astronómico.